# 斜吸小鱂
斜吸小鱂，為輻鰭魚綱鯉齒目鰕鱂亞目溪鱂科的其中一種，為熱帶淡水魚，分布於南美洲玻利維亞Mamore河及亞馬遜河流域，體長可達4.8公分，棲息在底中層水域，生活習性不明。
其种加词“obliquus”意为“偏斜的”。